# راجر داجر
راجر داجر (به انگلیسی: Roger Dodger) فیلمی محصول سال ۲۰۰۲ و به کارگردانی دیلان کید است. در این فیلم بازیگرانی همچون کمپبل اسکات، جسی آیزنبرگ، ایزابلا روسلینی، الیزابت برکلی، جنیفر بیلز و بن شنکمن ایفای نقش کرده‌اند.